# Station Tamworth
Tamworth is een spoorwegstation van National Rail in Tamworth,  in Engeland. Het station is eigendom van Network Rail en wordt beheerd door West Midland Trains. Het oorspronkelijke treinstation Tamworth werd geopend in 1839. In 1961 werd het gebouw afgebroken om plaats te maken voor nieuwbouw.

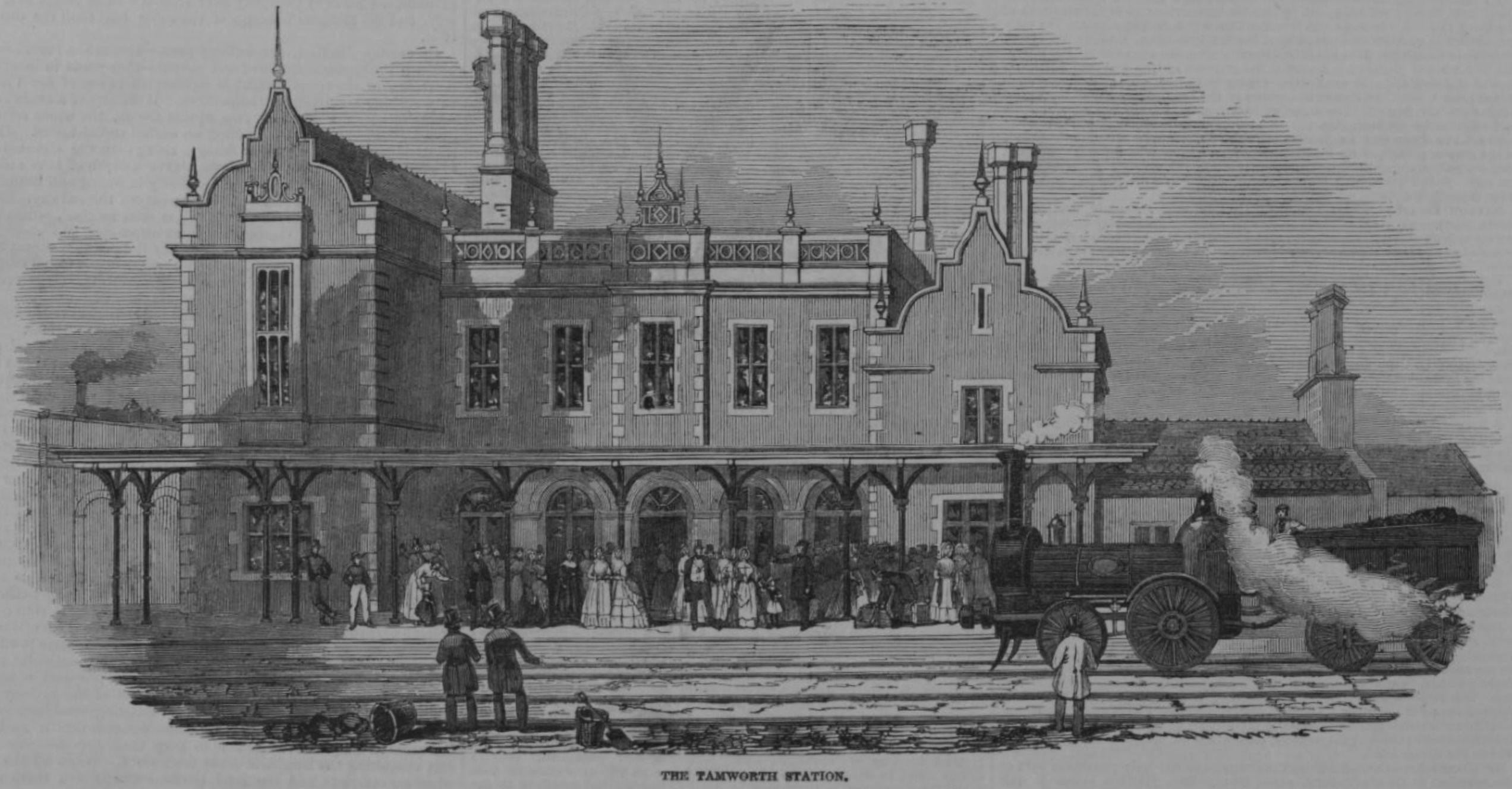
Station in 1847